# Raimundo Rebolledo
Raimundo Andrés Rebolledo Valenzuela (Concepción, 14 de maio de 1997) é um futebolista chileno que atua como zagueiro. Defende atualmente o Ñublense.

## Carreira

### Universidad Católica

#### 2016-2017
En 2006, foi jogar nas categorias de base do Universidad Católica. No início de 2016, seu retorno à Universidad Católica, foi confirmado após quase 9 anos. Ele sua estreia no dia 11 de julho de 2016 contra Santiago Morning. No 2016, foi campeão do Campeonato Chileno de 2016 Clausura, mais tarde, celebrou a Supercopa de Chile 2016, e foi coroado bicampeão do futebol chileno ao vencer o Campeonato Chileno Apertura 2016, o primeiro bicampeonato na história do clube. Porém, devido a sua pouca idade, logo o emprestou ao Curicó Unido.

#### 2018-presente
No início de 2018, seu retorno à Universidad Católica, foi confirmado após quase 2 anos. Após a volta dos longos torneios, Universidad Católica foi campeão da Campeonato Chileno de Futebol de 2018 e da Supercopa de Chile 2019, o segundo título do clube naquele torneio. No final daquela temporada 2019 voltou a festejar bicampeonato ao ganhar da Campeonato Chileno de Futebol de 2019. Em 10 de fevereiro de 2021, pela penúltima data, Universidad Católica conquistou da Campeonato Chileno de Futebol de 2020 e posteriormente, em março de 2021, foi  campeão da Supercopa de Chile 2020 com uma vitória por 4 a 2 sobre o Colo Colo.
No final de 2021, Universidad Católica foi campeão da Supercopa de Chile 2021 em pênaltis, e mais tarde instituição também foi coroada tetracampeã do torneio nacional, após vencer as edições 2018, 2019, 2020 e 2021.

## Seleção Nacional
Rebolledo representou o time sub-20 do Chile no Torneio Internacional de Futebol Sub-20 de L'Alcúdia, e  no Campeonato Sul-Americano de Futebol Sub-20 de 2017 no Equador.

## Títulos
Universidad Católica
- Campeonato Chileno: 2016-C, 2016-A, 2018, 2019, 2020, 2021
- Supercopa de Chile: 2016, 2019, 2020, 2021